# تومي نوبل
تومي نوبل (بالإنجليزية: Tommy Noble)‏ مواليد 04 مارس 1897 - الوفاة 01 أبريل 1966، كان ملاكم محترف بريطاني صنّف ضمن فئة وزن الديك.

## إحصائيات
خاض خلال مسيرته 181 نزالا، فاز في 81 وتعادل في 17 وخسر في 66. فاز بالضربة القاضية في 25 نزالا.

## روابط خارجية
- تومي نوبل على موقع بوكس ريك (الإنجليزية) (registration required)